# 122632 Riccioli
122632 Riccioli è un asteroide della fascia principale. Scoperto nel 2000, presenta un'orbita caratterizzata da un semiasse maggiore pari a 2,5876098 au e da un'eccentricità di 0,1905312, inclinata di 10,13896° rispetto all'eclittica.
L'asteroide è dedicato all'astronomo italiano Giovanni Riccioli.